# Wonder Bevil
Wonder Bevil (ワンダーベビルくん?, Wandā Bebiru-kun) è un anime giapponese prodotto da Radix e Tatsunoko, ed è costituito da 30 episodi della durata di 8 minuti ciascuno; fu trasmesso per la prima volta dal network giapponese NHK a partire dall'11 aprile 2003. In Italia la serie è stata raccolta in 10 episodi da 25 minuti contenenti 3 episodi giapponesi ciascuno. È stata trasmessa da Italia 1 ogni sabato mattina alle 9:50 dal 16 giugno al 25 agosto 2007.

## Trama
Bevil è un diavoletto che viene spedito sulla Terra per adempiere ai suoi doveri: compiere buone azioni. Bevil farà amicizia con Ryota e la sua famiglia, ma i suoi buoni propositi finiranno per mettere tutti nei guai.

## Personaggi
- Bevil
- Ryota
- Shoko
- Angela
- Ruri
- Piccolo
- Papà
- Mamma
- Papà mostro
- Bankin
- Pinki
- Pupe
- Killer

## Doppiaggio
L'edizione italiana è di Ludovica Bonanome. Il doppiaggio è stato eseguito presso lo studio S.E.D.E. sotto la direzione di Gabriele Calindri che ha curato anche i dialoghi italiani.
| Personaggio      | Doppiatore originale | Doppiatore italiano |
| ---------------- | -------------------- | ------------------- |
| Bevil (Bebil)    | Chinami Nishimura    | Federica Valenti    |
| Shoko            | Emiko Hagiwara       | Lorella De Luca     |
| Ryota            | Makoto Tsumura       | Cinzia Massironi    |
| Rury (Ruri)      | Miki Machii          | Daniela Fava        |
| Piccolo          |                      | Davide Garbolino    |
| Bankin (Tenchii) | Kumiko Watanabe      | Luca Bottale        |
| Mamma            | Sanae Kobayashi      | Dania Cericola      |
| Papà             | Yuuichi Nakajima     | Mario Scarabelli    |
| Papà mostro      | Junpei Takiguchi     | Diego Sabre         |
| Angela           |                      | Marcella Silvestri  |
| Pinky            | Koichi Sakaguchi     |                     |
| Pupe             | Koichi Sakaguchi     | Stefano Albertini   |

## Episodi
| Nº | Titolo italiano Giapponese 「Kanji」 - Rōmaji                                                 | In onda           | In onda        |
| Nº | Titolo italiano Giapponese 「Kanji」 - Rōmaji                                                 | Giapponese        | Italiano       |
| 1  | È arrivato Bevil! 「ベビルくんがやってきた!の巻」 - Bebiru kungayattekita! No kan             | 11 aprile 2003    | 16 giugno 2007 |
| 2  | Bevil, da che parte stai? 「恐怖のるす番 迷コンビ?の巻」 - Kyōfu norusu ban mei konbi? No kan | 18 aprile 2003    | 16 giugno 2007 |
| 3  | Bevil si innamora 「ベビルくん恋をする?の巻」 - Bebiru kun koi wosuru? No kan                 | 25 aprile 2003    | 16 giugno 2007 |
| 4  | Caccia al porcellino 「ひらけ、大きな貯金箱!の巻」 - Hirake, ooki na chokinbako! No kan       | 9 maggio 2003     | 23 giugno 2007 |
| 5  | La gita dell'orrore 「Go!Go!ドライブの巻」 - Go!Go! Doraibu no kan                            | 16 maggio 2003    | 23 giugno 2007 |
| 6  | Evviva la scuola! 「学校大好き!の巻」 - Gakkō daisuki! No kan                                 | 23 maggio 2003    | 23 giugno 2007 |
| 7  | Colpo di fulmine 「モテたくないよ～の巻」 - Mote takunaiyo ~ no kan                           | 6 giugno 2003     | 30 giugno 2007 |
| 8  | Il mercatino delle pulci 「フリフリフリマの巻」 - Furifurifurima no kan                       | 20 giugno 2003    | 30 giugno 2007 |
| 9  | Il dentista scomparso 「消えた歯医者さんの巻」 - Kie ta haisha sanno kan                      | 4 luglio 2003     | 30 giugno 2007 |
| 10 | Papà e il carrozziere fortunato 「バンキンバンキンの巻」 - Bankinbankin no kan                | 11 luglio 2003    | 7 luglio 2007  |
| 11 | Due benefattori 「二人組の神さまの巻」 - Futarigumi no kami samano kan                        | 18 luglio 2003    | 7 luglio 2007  |
| 12 | Giornata al mare 「はずかしい海の巻」 - Hazukashii umi no kan                                 | 25 luglio 2003    | 7 luglio 2007  |
| 13 | Operazione Chicchirichì 「コケコッコー作戦の巻」 - Kokekokko sakusen no kan                   | 12 settembre 2003 | 21 luglio 2007 |
| 14 | L'ombrello Misterioso 「お迎えモンスターの巻」 - O mukae monsuta no kan                       | 19 settembre 2003 | 21 luglio 2007 |
| 15 | Il primo amore di Bevil 「初恋テンチイの巻」 - Hatsukoi tenchii no kan                        | 26 settembre 2003 | 21 luglio 2007 |
| 16 | Allarme rosso: nonna in visita 「突撃!おばあちゃんの巻」 - Totsugeki! Obaachan no kan         | 10 ottobre 2003   | 28 luglio 2007 |
| 17 | Cane da un milione di dollari 「ペコロは百万ドルの巻」 - Pekoro ha hyakuman doru no kan       | 17 ottobre 2003   | 28 luglio 2007 |
| 18 | Il fantasma del pozzo 「おバケがバケたの巻」 - O bake ga bake tano kan                        | 24 ottobre 2003   | 28 luglio 2007 |
| 19 | Il Segreto di Bankin 「バンキンのひみつの巻」 - Bankin nohimitsuno kan                        | 31 ottobre 2003   | 4 agosto 2007  |
| 20 | Su su, sopra le nuvole 「雲の上のおばあちゃんの巻」 - Kumo no ueno obaachanno kan             | 14 novembre 2003  | 4 agosto 2007  |
| 21 | I fuggitivi 「ぼくたち家出人の巻」 - Bokutachi iede nin no kan                                | 21 novembre 2003  | 4 agosto 2007  |
| 22 | Festa di compleanno 「恐怖のバースデーの巻」 - Kyōfu no basude no kan                         | 28 novembre 2003  | 11 agosto 2007 |
| 23 | Evviva i tubetti 「チューブが大好きの巻」 - Chubu ga daisuki no kan                           | 5 dicembre 2003   | 11 agosto 2007 |
| 24 | Cercasi buone azioni 「パパはベビルくんの巻」 - Papa ha Bebiru kunno kan                      | 12 dicembre 2003  | 11 agosto 2007 |
| 25 | Chi va in tv? 「スターはだれだの巻」 - Suta hadaredano kan                                    | 19 dicembre 2003  | 18 agosto 2007 |
| 26 | Mountain bike dei miei sogni 「夢のマウンテンバイクの巻」 - Yume no mauntenbaiku no kan       | 26 dicembre 2003  | 18 agosto 2007 |
| 27 | Chi ha paura dei ladri? 「歓迎ドロボーさんの巻」 - Kangei dorobo sanno kan                    | 16 gennaio 2004   | 18 agosto 2007 |
| 28 | Segreto della signora Onodera 「狙われたママの巻」 - Nerawa reta mama no kan                  | 23 gennaio 2004   | 25 agosto 2007 |
| 29 | Tiro miracoloso 「モンスターパニックの巻」 - Monsuta panikku no kan                           | 30 gennaio 2004   | 25 agosto 2007 |
| 30 | Arrivederci Bevil! 「世界一のさよならの巻」 - Sekaiichi nosayonarano kan                      | 6 febbraio 2004   | 25 agosto 2007 |